# Dilawarpur
Dilawarpur (em panjabi: ਦਿਲਾਵਰਪੁਰ) é uma aldeia localizada no distrito de Shaheed Bhagat Singh Nagar, no estado de Punjab, na Índia. Está localizado a 4,7 (2,9 mi) quilômetros de Rahon, 14 (8,7 mi) quilômetros da cidade de Nawanshahr, 15,3 quilômetros (9,5 mi) do distrito Shaheed Bhagat Singh Nagas e 90 quilômetros (56 mi) da capital do estado, Chandigarh. A aldeia, assim como as demais indianas, é governada por um sarpanch, eleito democraticamente pela maioria da população residente no assentamento.

## Demografia
Segundo o relatório publicado pelo Censo da Índia de 2011, a aldeia Dilawarpur é composta por um total de 52 casas e a população total é de 263 habitantes, dos quais 128 são do sexo masculino e 135, do sexo feminino. O nível de alfabetização da aldeia é 78.11% maior que a média do estado, a qual é de 75.84%.
Conforme constatação do Censo, 85 pessoas exercem seu trabalho fora da aldeia; dessas, 78 são homens e 7 são mulheres. O levantamento do governo também consta que 98.82% dos trabalhadores ocupam um serviço como trabalho formal e único, enquanto os outros 1.18% estão envolvidos em atividades marginais, trabalhando como meio de subsistência em diferentes lugares em menos de seis meses.

## Educação
Na aldeia, não há nenhuma escola, e os estudantes precisam ir a outras aldeias para estudar; muitas dessas aldeias estão distantes por dez quilômetros. Nas proximidades, destaca-se o Instituto Indiano de Tecnologia (IITs) a 14,7 quilômetros e a Lovely Professional University a 59 quilômetros. Outras instituições de ensino também representam papel importante na região: KC Engineering College e Doaba Khalsa.

## Transporte
A estação de trem mais próxima de Dilawarpur é Nawanshahr; no entanto, a estação principal, Garhshankar, está a 25,8 quilômetros (16 mi) de distância. O aeroporto mais perto é Sahnewal, localizado a 48 quilômetros, e o aeroporto internacional mais próximo é o Sri Guru Ram Dass Jee, a 168 quilômetros.